# Херцег Нови
Херцег Нови (на латиница: Herceg Novi, на кирилица: Херцег Нови, на италиански: Castelnuovo, на гръцки: Neòkastron или Νεοκαστρον) е град и административен център на едноименна община в Югозападна Черна гора.
Разположен на полуостров между Которския залив и Адриатическо море. Образува агломерация с град Игало. Градът и областта са част от т.нар. Стара Херцеговина.
Основан през 1382 г., първоначално се казва Свети Стефан (което сега е името на друг град в Черна гора). Известен морски курорт, пристанище на Адриатическо море.

## Население
Като сърби се декларират близо 50% от жителите на градчето. Според преброяването от 2011 г. населението му е 11 059 души, а цялата община има 30 864 жители.
| Етнос           | Брой | Процент |
| --------------- | ---- | ------- |
| Сърби           | 5002 | 45.23%  |
| Черногорци      | 4013 | 36.28%  |
| Хървати         | 309  | 2.79%   |
| Югославяни      | 83   | 0.75%   |
| Бошняци         | 63   | 0.59%   |
| Мюсюлмани       | 61   | 0.59%   |
| Цигани          | 46   | 0.41%   |
| Македонци       | 44   | 0.39%   |
| Руснаци         | 44   | 0.39%   |
| Албанци         | 21   | 0.18%   |
| Словенци        | 21   | 0.18%   |
| Унгарци         | 17   | 0.15%   |
| Италианци       | 14   | 0.12%   |
| Други           | 48   | 0.43%   |
| не е деклариран | 1080 | 9.76%   |

## Личности

### Родени
- Ахмед паша Херсекли
- Густав Хайнзе

### Починали
- Зуко Джумхур
- Марко Милянов
- Стефан Косача
- Божидар Янкович

## Побратимени градове
- Барлета, Италия
- Кран, Словения
- Смедерево, Сърбия